# STMicroelectronics

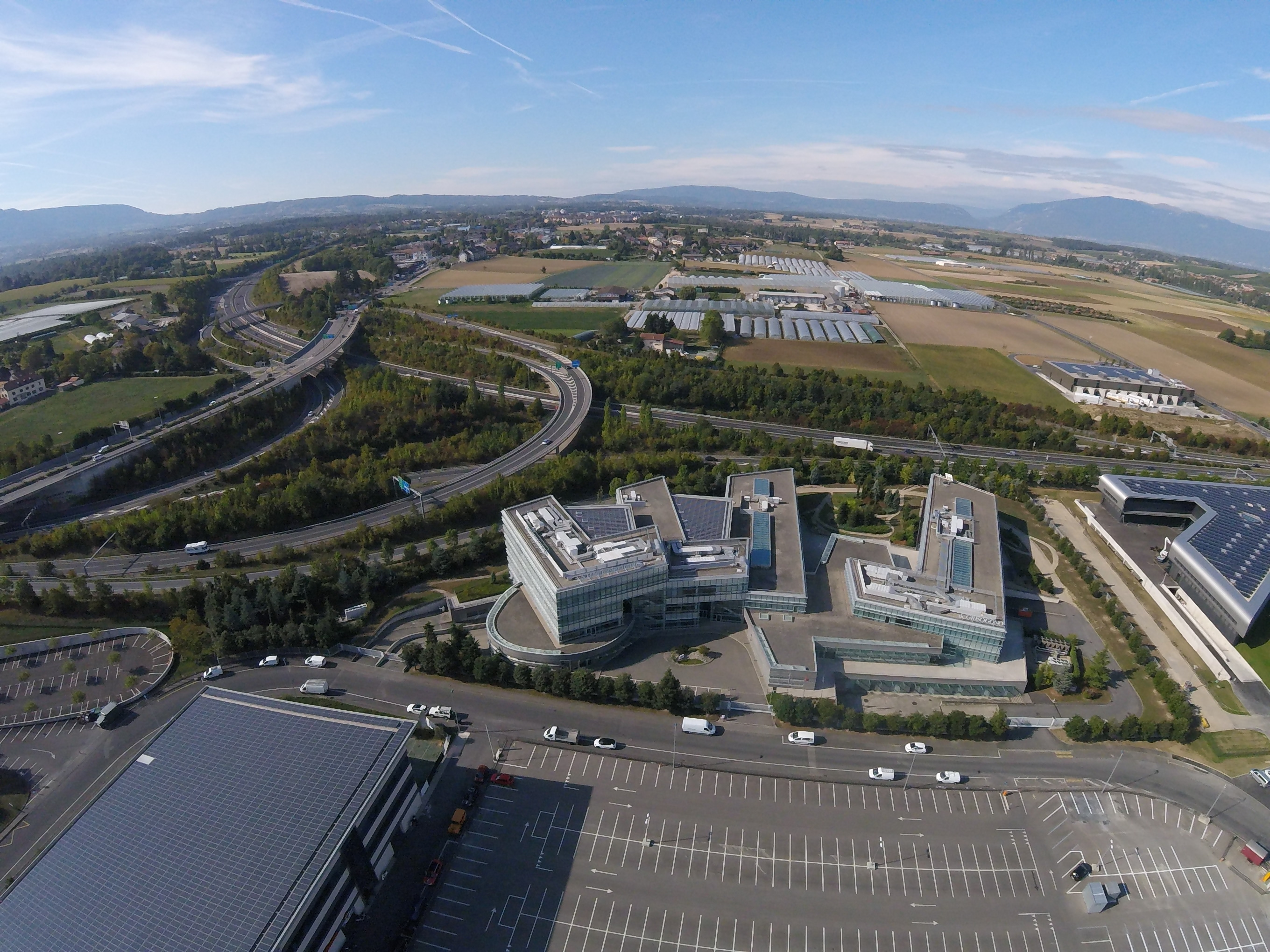
Der Sitz von STMicroelectronics in Plan-les-Ouates

STMicroelectronics N.V. ist ein europäischer Halbleiterhersteller. Das Unternehmen hat seine Hauptverwaltung in Plan-les-Ouates im Kanton Genf in der Schweiz, weitere wichtige Standorte befinden sich in Frankreich und in Italien. Die Holdinggesellschaft hingegen ist als Aktiengesellschaft in Schiphol in den Niederlanden eingetragen. Die Firma ging zunächst als SGS-Thomson im Juni 1987 aus einer Fusion zwischen der italienischen SGS Microelettronica und der französischen Thomson Semiconducteurs hervor, seit 1998 nennt sie sich STMicroelectronics. Die Aktien von STMicroelectronics sind an der New York Stock Exchange, an der Euronext in Paris (CAC 40) und an der Borsa Italiana in Mailand (FTSE MIB) gelistet.
Das Produktspektrum umfasst diskrete Halbleiterbauelemente und integrierte Schaltkreise (ICs, Standardprodukte, kundenspezifische Schaltungen und ASICs sowie ASSPs) für allgemeine Elektronik-Anwendungen. Anwendungsschwerpunkte sind dabei die Automobilindustrie und das Internet der Dinge.

## Produktionsstandorte
Die wichtigsten Produktionsstandorte befinden sich in Italien (Agrate Brianza und Catania), Frankreich (Grenoble/Crolles, Tours und Rousset) und Singapur. Test- und Montageniederlassungen befinden sich in China, Malaysia, Malta, Marokko, den Philippinen und Singapur.
Zwei veraltete Halbleiterwerke in den US-Bundesstaaten Texas und Arizona sowie ein Montagewerk in Marokko wurden nach Ankündigung im Jahr 2007 bis 2010 geschlossen.

## Kooperationen
Die Aktivitäten auf dem Gebiet der Flash-Speicher wurden zunächst (2007) in ein Joint Venture (Numonyx) mit Intel ausgelagert und mit diesem schließlich (2010) an Micron Technology verkauft.
Am 25. Januar 2008 wurde die Übernahme von Genesis Microchip Inc., einem Halbleiterhersteller im Bereich Display-Prozessoren, abgeschlossen.
2009 gründete man zusammen mit Ericsson das Joint-Venture ST-Ericsson, an dem beide Unternehmen mit je 50 % beteiligt waren. Dieses wurde 2013 wieder aufgelöst.
Nach der Schließung mehrerer Sparten wurden 2016 mehr als 1400 Stellen abgebaut, da sich das Unternehmen auf andere Technologiebereiche mit größerem Potential fokussieren will.

## Produkte

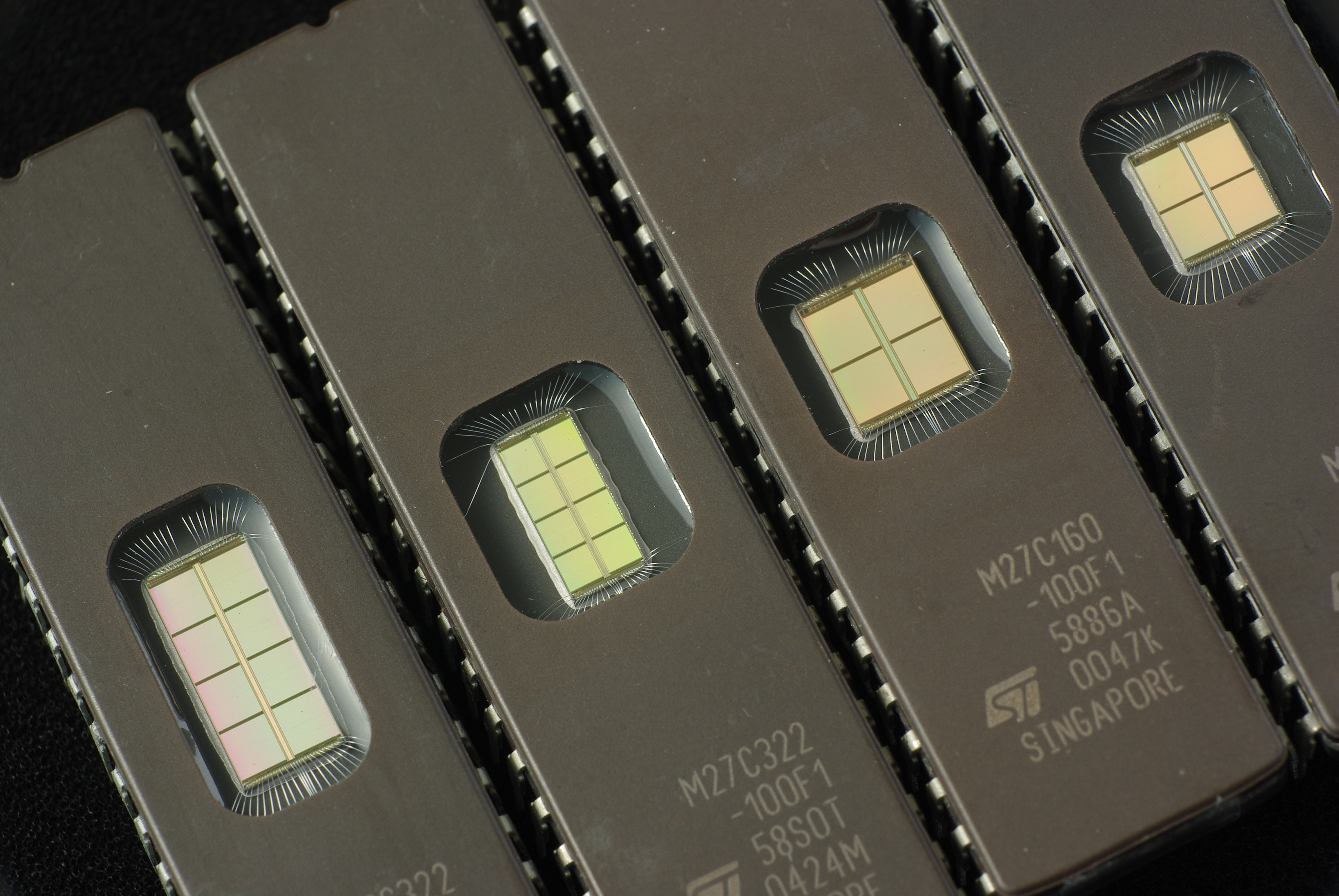
16- und 32-MBit-EPROMs von ST
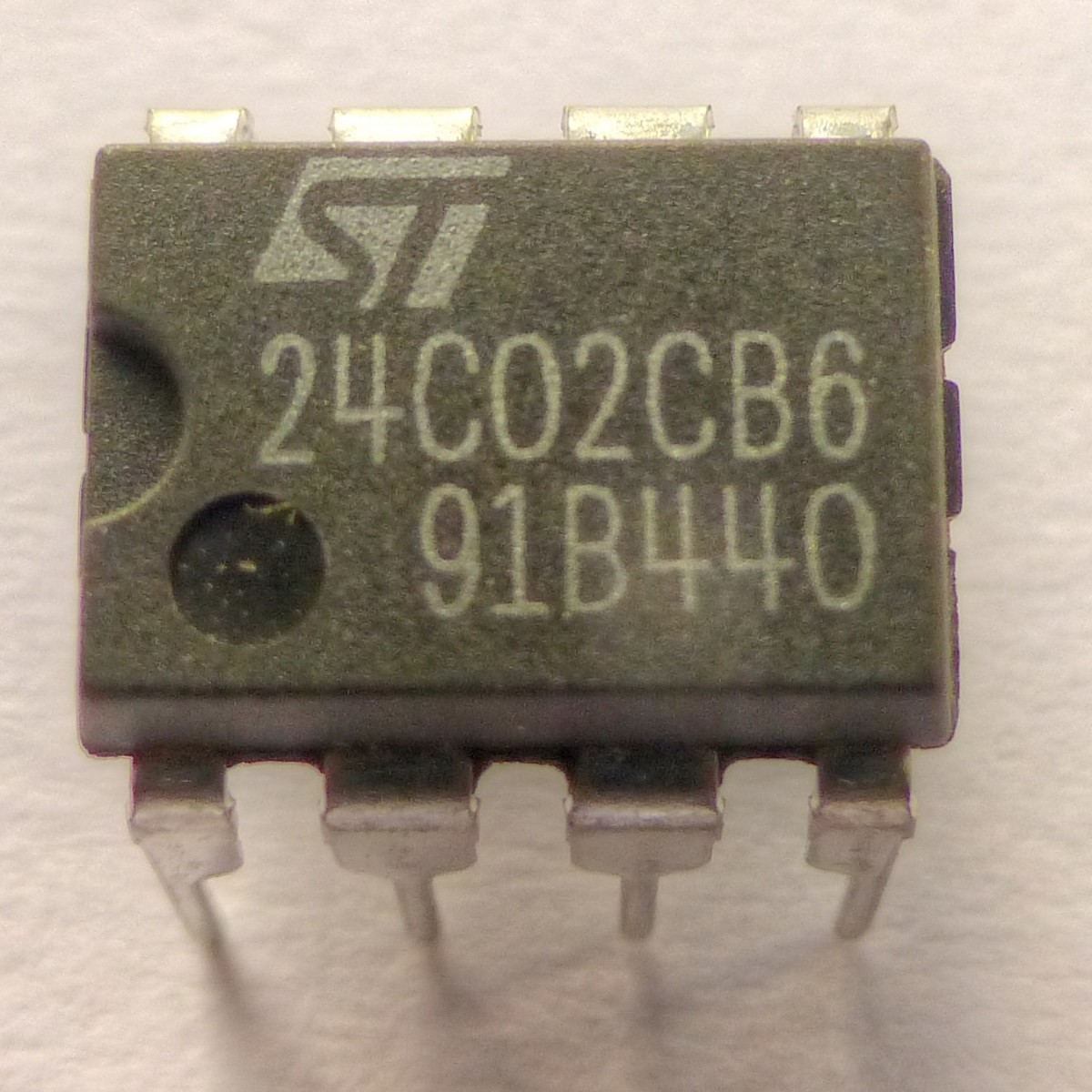
8-poliges I²C-EEPROM von ST im Dual in-line package
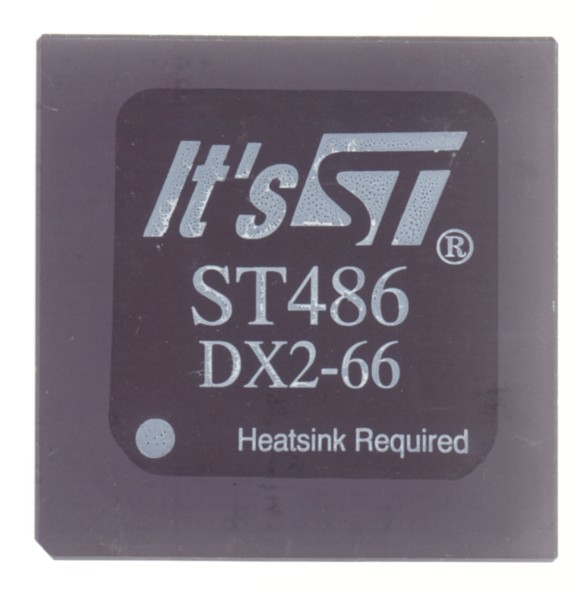
Eine 486er-CPU von SGS-Thomson
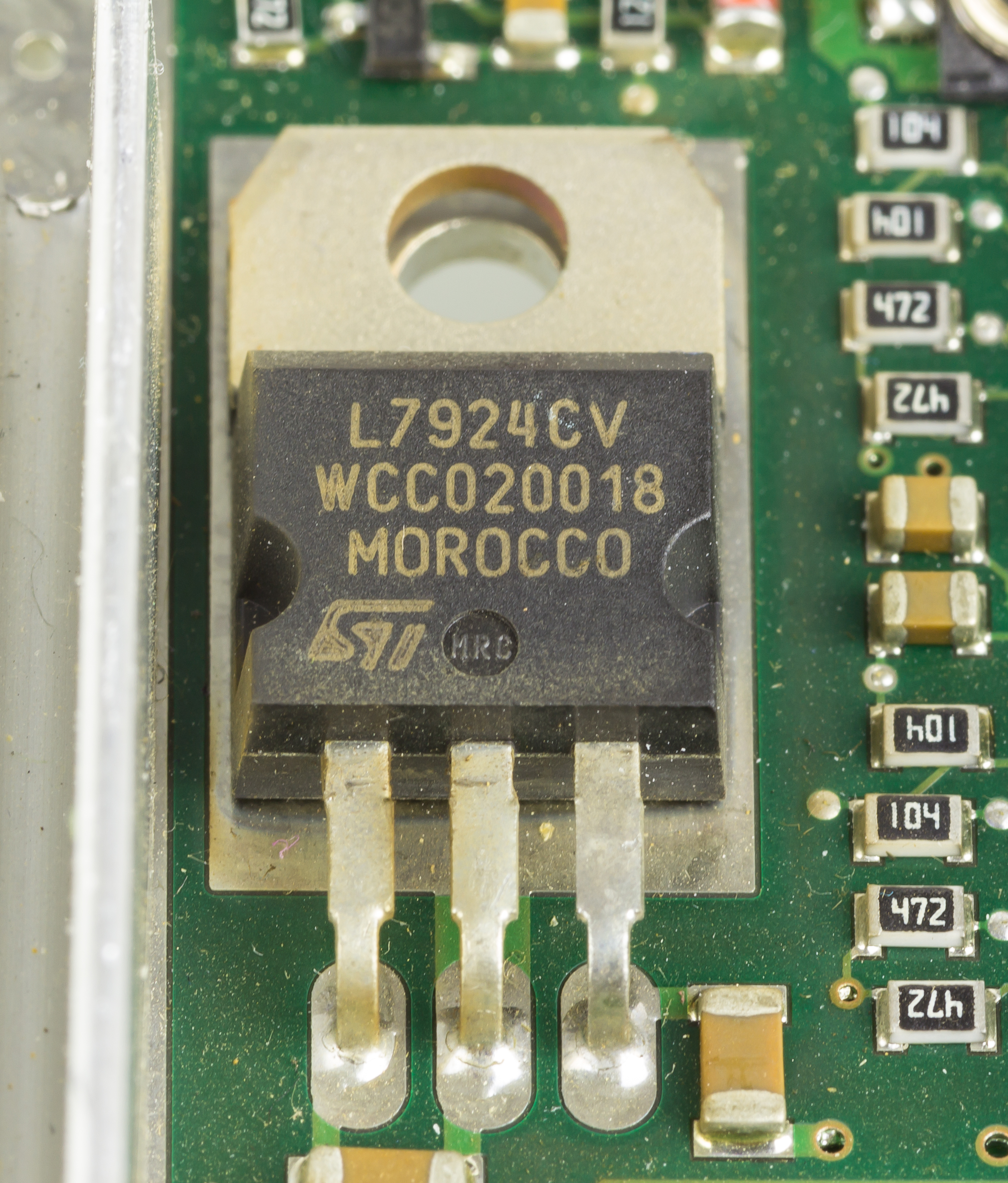
Linearregler L7924CV von ST für -24 V in einer Fritz!Box
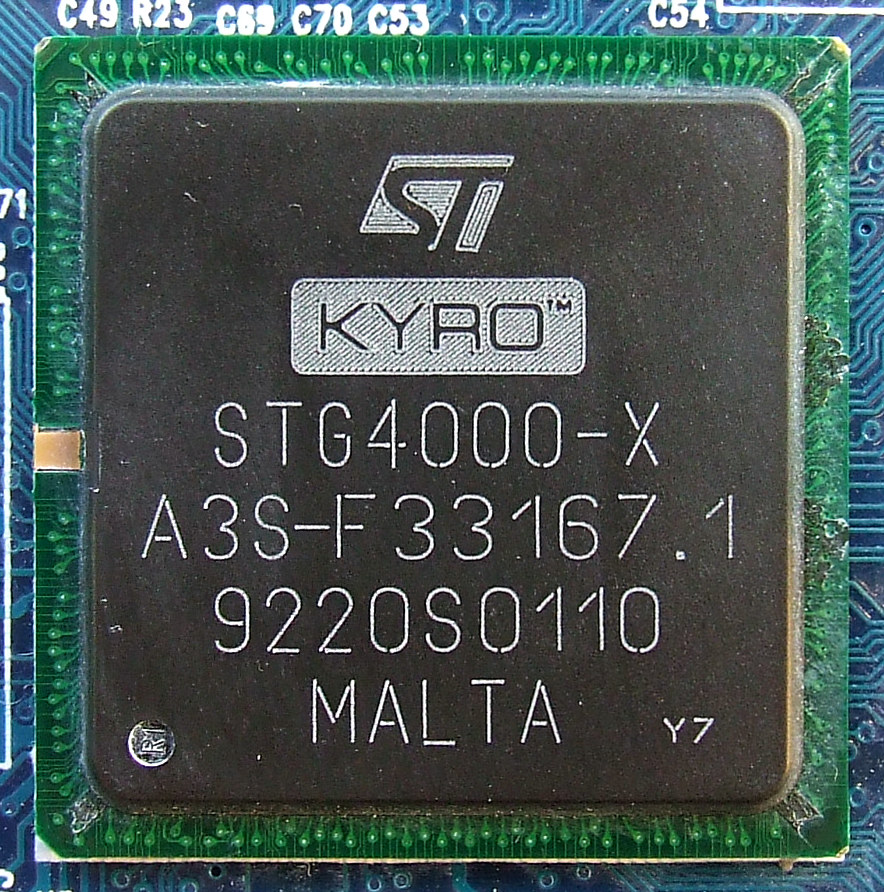
Grafikprozessor ST Kyro
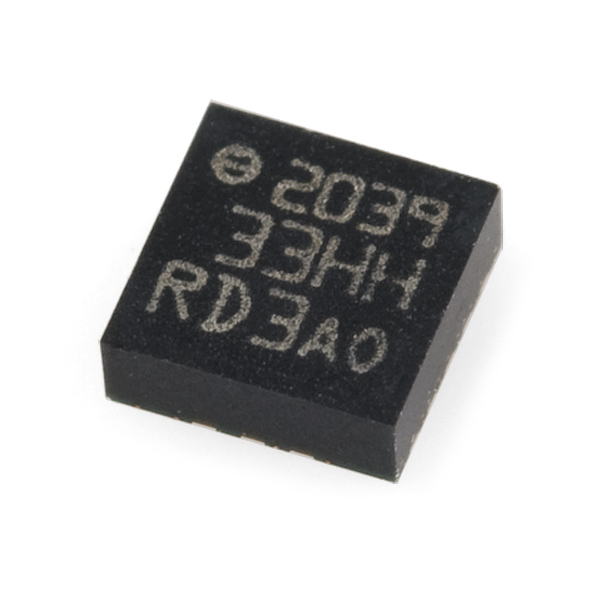
Beschleunigungssensor LIS331HH von ST
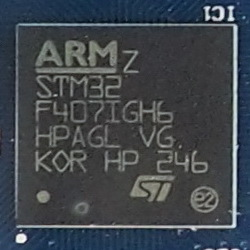
Mikrocontroller von ST mit Arm Cortex-M4-Kern